# Xã Dry Creek, Quận Howell, Missouri
Xã Dry Creek (tiếng Anh: Dry Creek Township) là một xã thuộc quận Howell, tiểu bang Missouri, Hoa Kỳ. Năm 2010, dân số của xã này là 1.777 người.